# Боголюбовский луг
«Боголюбовский луг — церковь Покрова на Нерли» — историко-ландшафтный комплекс регионального значения в Суздальском районе Владимирской области.

## Введение
Государственный историко-ландшафтный комплекс регионального значения «Боголюбовский луг — церковь Покрова на Нерли» образован постановлением Губернатора Владимирской области № 318 от 23 июня 2003 года. Реорганизован постановлением Губернатора Владимирской области № 1198 от 2 ноября 2011 года.

## Физико-географическая характеристика территории заказника

### Расположение
Историко-ландшафтный комплекс расположен в Суздальском районе южнее поселка Боголюбово в месте впадения реки Нерль в реку Клязьма.

### Границы заказника
Северная граница историко-ландшафтного комплекса начинается от подземного железнодорожного переезда на территорию Боголюбовского луга и проходит на расстоянии 100 м от оси железнодорожного полотна в северо-восточном направлении до правого берега реки Нерли.
Восточная граница историко-ландшафтного комплекса начинается на расстоянии 100 м от железнодорожного моста через реку Нерль и проходит по правому берегу реки Нерли вниз по течению до места в впадения в реку Клязьму.
Южная граница историко-ландшафтного комплекса начинается от устья реки Нерли и проходит по левому берегу реки Клязьмы вверх по течению до места расположения бывшей паромной переправы через реку Клязьму.
Западная граница историко-ландшафтного комплекса проходит от места расположения бывшей паромной переправы через реку Клязьму по южной стороне луговой грунтовой дороги до подземного железнодорожного переезда на территорию Боголюбовского луга в точке начала описания границ историко-ландшафтного комплекса.

### Растительность
Одно из первых научных описаний Боголюбовского луга, растительность которого местами имеет ксерофильный облик, составила группа учёных под руководством Павла Ярошенко:

…весьма краткопойменные луга можно видеть… недалеко от села Боголюбова у впадения речки Нерль в реку Клязьму. Луга эти расположены большим массивом по левобережью Клязьмы и правобережью Нерли. Рельеф здесь носит явные черты бывшего в прежние годы заливания: вдоль русел Клязьмы и Нерли рельеф гривистый… На гривах луга остепнены, что выражается в обилии таких видов, как узколистный мятлик, и в примеси таких, как типчак… Там, где типчака особенно много, можно признать даже уже не луг, а степь. Но степь с обилием типчака встречается лишь сравнительно небольшими участками порядка 500—700 м² по наиболее возвышенному рельефу…— Путеводитель ботанических экскурсий по Владимирской области (1971)

### Флора
Боголюбовский луг является флористически богатым урочищем.
С конца 1960-х годов луг почти ежегодно посещался с научными целями преподавателями и студентами Владимирского педагогического института. К началу 1990-х годов во флоре луга было зафиксировано более 200 видов высших растений.
По современным данным, здесь произрастает около 290 видов сосудистых растений, в том числе многие редкие виды, четыре из которых внесены в Красную книгу Владимирской области.
| Редкие и охраняемые виды растений | Редкие и охраняемые виды растений | Редкие и охраняемые виды растений |
| --------------------------------- | --------------------------------- | --------------------------------- |
| Касатик сибирский                 | Iris sibirica                     | 5, Красная книга ВО               |
| Волдырник ягодный                 | Cucubalus baccifer                | 3, Красная книга ВО               |
| Василистник малый                 | Thalictrum minus                  | 3, Красная книга ВО               |
| Гусиный лук краснеющий            | Gagea erubescens                  | Приложение к Красной книге ВО     |
| Рдест сплюснутый                  | Potamogeton compressus            |                                   |
| Райграс высокий                   | Arrhenatherum elatius             |                                   |
| Полевичка амурская                | Eragrostis amurensis              |                                   |
| Тонконог Делявиня                 | Koeleria delavignei               |                                   |
| Мятлик курчавый, или живородящий  | Poa crispa                        |                                   |
| Овсяница ложноовечья              | Festuca pseudovina                |                                   |
| Овсяница валисская, или Типчак    | Festuca valesiaca                 |                                   |
| Сыть бурая                        | Cyperus fuscus                    |                                   |
| Аир обыкновенный                  | Acorus calamus                    |                                   |
| Лук скорода                       | Allium schoenoprasum              |                                   |
| Жерушник обоюдоострый             | Rorippa anceps                    |                                   |
| Лапчатка ползучая                 | Potentilla reptans                |                                   |
| Лапчатка лежачая                  | Potentilla supina                 |                                   |
| Окопник лекарственный             | Symphytum officinale              |                                   |
| Валериана волжская                | Valeriana wolgensis               |                                   |
| Череда лучистая                   | Bidens radiata                    |                                   |
| Полынь австрийская                | Artemisia austriaca               |                                   |
| Чертополох поникший               | Carduus nutans                    |                                   |

### Животный мир
| Редкие и охраняемые виды животных | Редкие и охраняемые виды животных | Редкие и охраняемые виды животных                               |
| --------------------------------- | --------------------------------- | --------------------------------------------------------------- |
| Орлан-белохвост*                  | Haliaeetus albicilla              | 3, Красная книга РФ 1, Красная книга ВО LC, Красный список МСОП |
| * вид отмечался на пролёте        |                                   |                                                                 |

## Функциональные зоны историко-ландшафтного комплекса

### Зона усиленной охраны
Зона усиленной охраны площадью 76,50 га установлена в центре историко-ландшафтного комплекса. С северной стороны граница зоны усиленной охраны совмещается с границей заказной зоны и проходит вдоль северной ЛЭП, пересекающей территорию Боголюбовского луга с запада на восток. С восточной стороны зона усиленной охраны граничит с рекреационной зоной. С юго-западной стороны границей зоны усиленной охраны служит общая граница историко-ландшафтного комплекса.

### Заказная зона (зона заказного режима)
Заказная зона (зона заказного режима) площадью 63,11 га располагается в северной части ИЛК и ограничивается с севера, востока и запада границами ИЛК. С южной стороны граница заказной зоны совмещается с границей зоны усиленной охраны. В границы заказной зоны включается земельный участок, примыкающий к церкви Покрова на Нерли, площадью 0,44 га. Северная, восточная и южная границы данного участка проходят по границе земель СПК «Новосельское». Западная и юго-западная границы земельного участка проходит по северо-восточному берегу старицы, расположенной у церкви Покрова на Нерли.

### Рекреационная зона

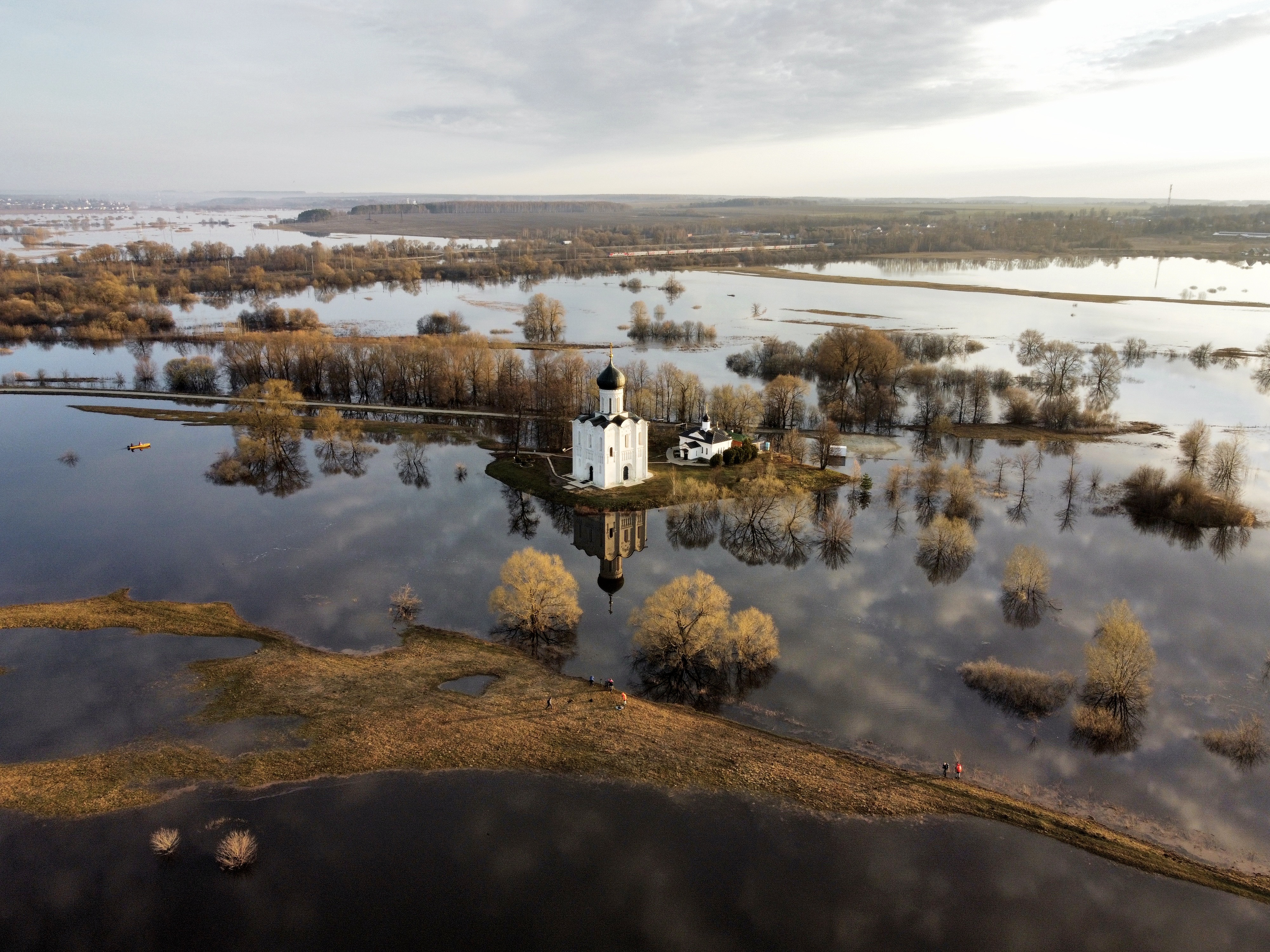
Церковь Покрова на реке Нерли и прилегающая территория. Боголюбово, 2023

Рекреационная зона площадью 30,48 га установлена в восточной части ИЛК, располагаясь, в основном, в водоохранных зонах и прибрежных защитных полосах реки Нерль и реки Клязьма. Северная граница рекреационной зоны проходит по южной границе заказной зоны (вдоль северной ЛЭП) от точки пересечения этой ЛЭП с северо-восточным берегом старицы, расположенной у церкви Покрова на Нерли, до пересечения с рекой Нерль. Восточная и юго-восточная границы рекреационной зоны совпадают с общими границами ИЛК и проходят по правому берегу реки Нерль до устья, далее по левому берегу р. Клязьма до места расположения бывшей паромной переправы через реку Клязьма. Южная граница рекреационной зоны начинается от места расположения бывшей паромной переправы через реку Клязьма и на расстоянии 170 м проходит по общей границе ИЛК. Далее граница проходит строго на север до пересечения с границей заказной зоны в точке пересечения северной ЛЭП с северо-восточным берегом старицы, расположенной у церкви Покрова на Нерли.